# Joueur africain de l'année 2010
Navigation
Édition précédente Édition suivante
Le prix du joueur africain de l'année 2010 est un prix décerné par la Confédération africaine de football (CAF) et récompensant le meilleur footballeur d'Afrique au cours de l'année civile 2010. Il s'agit de la 19e remise du trophée du joueur africain de l'année depuis 1992.
Le 6 novembre 2010, la CAF révèle le nom des dix nommés au Ballon d'or. La cérémonie de remise du trophée du joueur africain de l'année 2010 est organisée au Caire (Égypte) le 20 décembre 2010 et est télévisée.
Samuel Eto'o est récompensé pour la 4e fois de sa carrière.

## Liste des dix nommés
| Rang | Nom                  | Club            | Sélection nationale | Points |  |
|      | André Ayew           | Marseille       | Ghana               |        |  |
|      | Madjid Bougherra     | Glasgow Rangers | Algérie             |        |  |
|      | Ahmed Hassan         | Al Ahly         | Égypte              |        |  |
|      | Kevin-Prince Boateng | AC Milan        | Ghana               |        |  |
|      | Didier Drogba        | Chelsea FC      | Côte d'Ivoire       |        |  |
|      | Samuel Eto'o         | Inter Milan     | Cameroun            |        |  |
|      | Mohamed Nagy         | Al Ahly         | Égypte              |        |  |
|      | Asamoah Gyan         | Sunderland AFC  | Ghana               |        |  |
|      | Salomon Kalou        | Chelsea FC      | Côte d'Ivoire       |        |  |
|      | Seydou Keita         | FC Barcelone    | Mali                |        |  |